# Parmotrema natalense
Parmotrema natalense är en lavart som först beskrevs av J. Steiner & Zahlbr., och fick sitt nu gällande namn av Hale. Parmotrema natalense ingår i släktet Parmotrema och familjen Parmeliaceae.   Inga underarter finns listade i Catalogue of Life.